# Stephen Ackles
Stephen Ackles (Eid, 15 februari 1966 - Langhus, 28 september 2023) was een Noorse zanger, pianist, songwriter en acteur.

## Biografie
Stephen Ackles is de zoon van een Noorse moeder (Bergliot Kittilsen) en een Amerikaanse vader (Allan Dale Ackles). Ackles' muzikale carrière begon op zijn 15e met het winnen van een talentenjacht. In 1982 vormde hij zijn eerste band: "De Silly Dream". Gedurende de jaren 80 was Ackles voornamelijk op tournee met zijn "Memory Band".
In 1986 maakte hij zijn echte doorbraak. Samen met zanger Paal Flaata vormde hij de band "The Memphis News". Dit resulteerde in zijn eerste contract met een platenmaatschappij. Zijn eerste solo-plaat werd uitgebracht op Hill Records in 1988, en werd genomineerd voor een Noorse Grammy Award (Spellemanns-prisen). In 1990 won hij op het International Country Festival de prijs voor het beste zelfgeschreven nummer: Remember The Time.
Bekende namen met wie Ackles heeft samengewerkt zijn onder andere Waylon Jennings, Linda Gail Lewis, Narvel Felts en James Burton. Ackles' muziek is een mix van rock-'n-roll, country en gospel.
Ackles is meerdere malen genomineerd voor een Noorse Grammy. Hij doet ongeveer 150 shows per jaar, waaronder tv-en radio optredens. Hij is tevens acteur en speelt in theaters door heel Noorwegen.
Stephen Ackles heeft het duurrecord 'zingen van Elvis-liedjes' in handen. Ackles heeft met dertig uur, twaalf minuten en enkele seconden achter elkaar nummers van Elvis Presley zingen het officiële record gevestigd. Hij vestigde zijn record in een karaokebar in Oslo.
Ackles overleed in september 2023 op 57-jarige leeftijd.

## Discografie

### Albums
- 1988 	Stephen Ackles and The Memphis News
- 1990 	I Ain't No Different Than You
- 1991 	If This Ain't Music
- 1992 	Hey You
- 1993 	Let's Keep the Night
- 1995 	One For the Moon
- 1996 	Rockin' My Life Away (Livealbum)
- 1997 	Sulten på livet
- 1999 	The Gospel According To Stephen Ackles
- 2002 	I Believe
- 2005 	Stephen Ackles
- 2007 	The Presley Project

### Nummers
Enkele bekende nummers zijn:
- Hey You
- I’m on the Loose
- Betina
- One for the Moon
- Wishin’ for You
- Love is Cruel
- Pink Motel
- Help me Make it Through

- Gemeinsame Normdatei: 1223207595
- International Standard Name Identifier: 0000 0001 3098 3325
- Library of Congress Control Number: n2017033832
- MusicBrainz: 9b2bf864-6906-4a39-9a28-c311c2acccbc
- Virtual International Authority File: 1799149844994602960002
- WorldCat: E39PBJqk3bC4TvrQyFRYrQ7fv3